# Oxira beckeri
Oxira beckeri är en fjärilsart som beskrevs av Charles Boursin 1948. Oxira beckeri ingår i släktet Oxira och familjen nattflyn. Inga underarter finns listade i Catalogue of Life.